# Lobovalgus distinctus
Lobovalgus distinctus är en skalbaggsart som beskrevs av Franz Antoine 2002. Lobovalgus distinctus ingår i släktet Lobovalgus och familjen Cetoniidae. Inga underarter finns listade i Catalogue of Life.